# WSFL
Web Services Flow Language (WSFL, Lenguaje de Flujo de Servicios Web) 1.0 era un lenguaje de programación XML propuesto por IBM en 2001 para describir composiciones de Web services. El lenguaje consideraba dos tipos de composición. El primer tipo era para describir un proceso de negocio como un conjunto de servicios web y el segundo describía las interacciones entre los socios. WSFL se propuso como una capa sobre Web Services Description Language.
En 2003 IBM y Microsoft combinaron WSFL y Xlang en BPEL4WS y lo enviaron a OASIS para su estandarización. Oasis publicó BPEL4WS como WS-BPEL para adaptarlo a la convención de nombrado de otros estándares WS-*.

## Web Services Endpoint Language (WSEL), Lenguaje de Extremo de Servicios Web
Web Services Endpoint Language (WSEL) fue un formato XML propuesto para usarse como descripción de características no operacionales de extremos de servicio, tales como propiedades de calidad de servicio, coste o seguridad. El formato se propuso como parte de un informe que publicaba el Web Service Flow Language. Nunca consiguió una amplia aceptación.